# 11042 Ернствебер
11042 Ернствебер (11042 Ernstweber) — астероїд головного поясу, відкритий 3 листопада 1989 року.
Тіссеранів параметр щодо Юпітера — 3,547.